# Русские шашки
Ру́сские ша́шки (классические шашки) — традиционный и наиболее популярный вид шашек в России, странах бывшего СССР и в Израиле. Цель игры — лишить противника возможности хода путём взятия или запирания всех его шашек (в обратных русских шашках цель противоположна — лишить себя возможности хода).

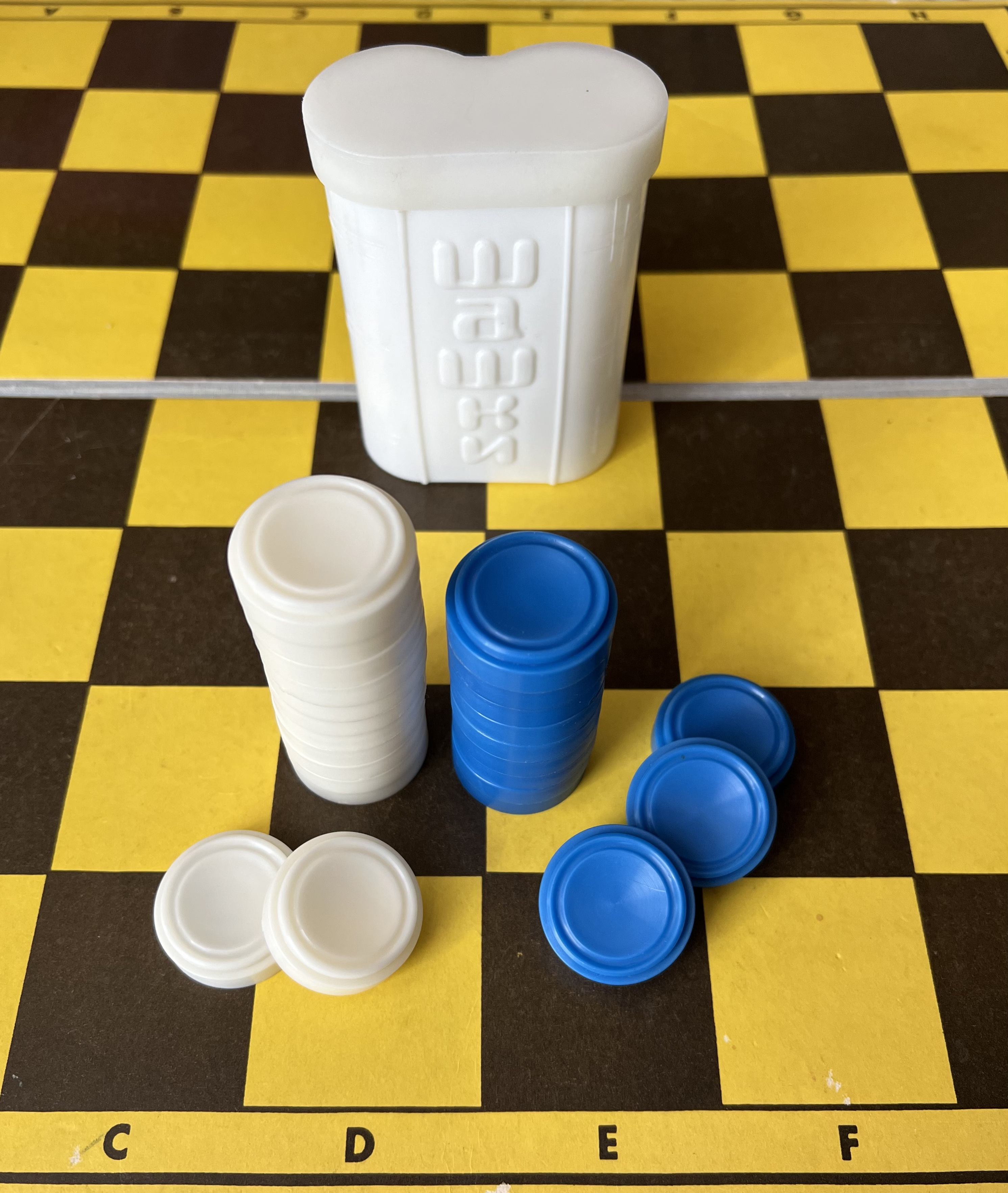
Набор шашек и доска, СССР, 1980-е годы

Отличительные особенности:

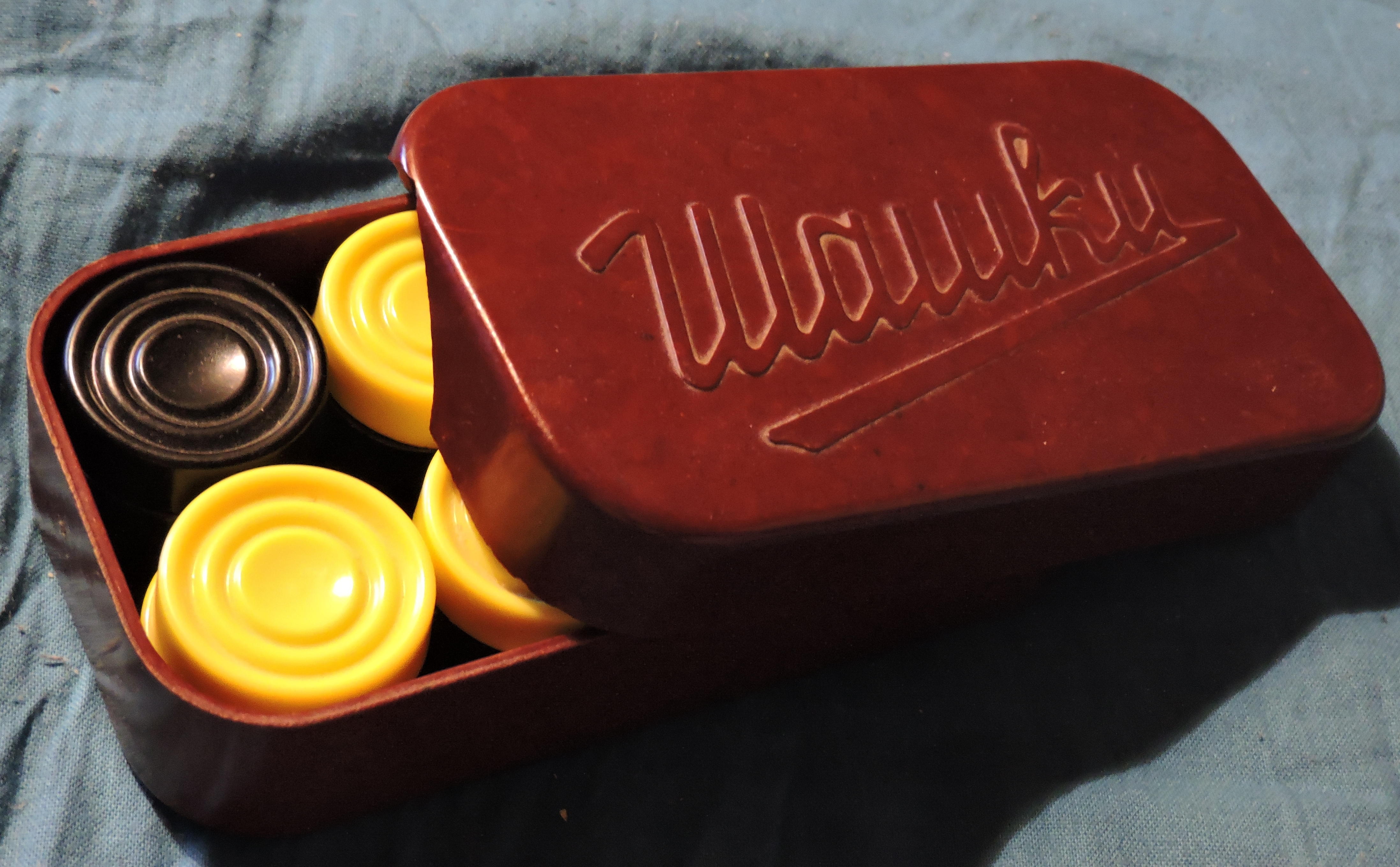
Набор шашек, СССР, предположительно 1950-е годы

- Шашки ходят только вперёд по клеткам тёмного цвета.
- Доска расположена так, чтобы угловое поле внизу слева со стороны игрока было тёмным.
- Простая шашка бьёт вперёд и назад, "перепрыгивая" через шашку соперника на следующее поле.
- Дамка ходит вперёд и назад на любое поле той диагонали, на которой она стоит.
- Дамка бьёт вперёд и назад, и становится на диагональ на любое свободное поле за побитой шашкой.
- Во время боя простая шашка может превратиться в дамку и сразу продолжить бой по правилам дамки.
- При наличии нескольких вариантов боя можно выбрать любой из них.

## История

### Российская Империя
Игра в шашки известна достаточно давно. Так, в 1551 году Митрополит Даниил объявил игры в шахматы и шашки столь же порочными, как сквернословие и пьянство, что было закреплено в решениях «Стоглавого собора», проходившего в Москве в этом году при участии Ивана Грозного. Однако в 1649 году запрет на шахматные и шашечные игры был отменён патриархом Никоном в своде законов «Соборное уложение».
Во времена Петра I шашки входили в программу ассамблей. Однако вплоть до XIX века единых шашечных правил не существовало, это не позволяло проводить соревнования. Было принято перед партией оговаривать условия её проведения:
- ставка (о чём можно прочитать у Николая Гоголя в поэме «Мёртвые души»)— Ну, послушай, сыграем в шашки, выиграешь — твои все. Ведь у меня много таких, которых нужно вычеркнуть из ревизии. Эй, Порфирий, принеси-ка сюда шашечницу. 
 — Напрасен труд, я не буду играть. 
 — Да ведь это не в банк; тут никакого не может быть счастия или фальши: все ведь от искусства; я даже тебя предваряю, что я совсем не умею играть, разве что-нибудь мне дашь вперед. 
 «Сем-ка я, — подумал про себя Чичиков, — сыграю с ним в шашки! В шашки игрывал я недурно, а на штуки ему здесь трудно подняться». 
 — Изволь, так и быть, в шашки сыграю. 
 — Души идут в ста рублях! 
 — Зачем же? довольно, если пойдут в пятидесяти. 
 — Нет, что ж за куш пятьдесят? Лучше ж в эту сумму я включу тебе какого-нибудь щенка средней руки или золотую печатку к часам. 
 — Ну, изволь! — сказал Чичиков.
- выявление слабейшего игрока и определение форы для него (ничья равняется победе слабейшего, слабейший может ходить первым два хода и др.)

— Сколько же ты мне дашь вперед? — сказал Ноздрев. 
 — Это с какой стати? Конечно, ничего. 
 — По крайней мере пусть будут мои два хода. 
 — Не хочу, я сам плохо играю. 
 — Знаем мы вас, как вы плохо играете! — сказал Ноздрев, выступая шашкой. 
 — Давненько не брал я в руки шашек! — говорил Чичиков, подвигая тоже шашку.
- характер разрешаемых ходов (мог ограничиваться ход дамкой, правило фука у серьёзных игроков не оговаривалось — играли без фуков).

Особенно зазорным считалось получить запертые шашки.
В 1803 году писатель и историк Николай Михайлович Карамзин опубликовал в журнале «Вестник Европы» первую в России статью о шашках под названием «Новая шашечная игра».
В 1827 году в Санкт-Петербурге издана первая книга о шашках на русском языке «Руководство к основательному познанию шашечной игры, или Искусство обыгрывать всех в простые шашки», написанная шахматным мастером и шашистом Александром Дмитриевичем Петровым.
В период с 1859 по 1863 в Санкт-Петербурге выходил журнал «Шахматный листок» (под редакцией В. Михайлова), где с 1861 года вёлся отдел, посвящённый шашкам, в котором публиковались статьи по истории и теории игры, шашечные задачи.
В 1884 году в журнале «Радуга» № 15 и 16 был напечатан первый в России «Устав шашечной игры» известного пропагандиста шашек Михаила Гоняева (1849—1891), которым официально отменялось правило «фука». Этим Уставом стали руководствоваться организаторы многих матчей и турниров, включая и всероссийские шашечные первенства. Последняя редакция этого устава в дореволюционной России «Устав игры в русские шашки» содержится в книге Д. И. Саргина «Древность игр в шашки и шахматы», изданной в 1915 году.
С 1887 по 1889 годы проходил первый в России шашечный турнир по переписке. Турнир был организован редактором шашечного отдела в журнале «Живописное обозрение» П. Плотициным. Победителями турнира стали В. Саратов и П. Плотицын.
Первый чемпионат России по шашкам, организованный Павлом Николаевичем Бодянским, был проведен в Москве в 1894 году. В нём приняло участие 8 шашистов, сыгравших в два круга. Победителями стали два москвича — Сергей Воронцов и Фёдор Каулен. На следующий год прошёл второй чемпионат, также организованный Бодянским, в котором 14 участников, сыграли между собой в четыре круга. Чемпионом во второй раз стал Воронцов, 2-е место занял Каулен. В 1898 году Бодянский организовал проведение в Москве третьего чемпионата, в котором 12 участников играли в четыре круга. Чемпионом стал Каулен (Воронцов в турнире не участвовал.). В 1901 году в Москве состоялся четвёртый (последний до революции) чемпионат России, в котором 15 участников играли в два круга. Чемпионом в третий раз стал Воронцов, 2-е место занял А. Шошин, 3-е — Каулен.
В 1897 в Киеве вышло первое периодическое издание по шашечной игре — ежемесячный журнал «Шашки» (под редакцией Павла Бодянского). Журнал просуществовал пять лет, за это время в свет вышло более пятидесяти номеров. В нём печатались партии, обзоры турниров, теория игры, биографии шашистов.
До 1917 года шла организация шашечного движения: проводились турниры по переписке, очные турниры, включая чемпионат России — Всероссийский шашечный турнир, появились шашечные издания, в том числе, периодические.

### СССР

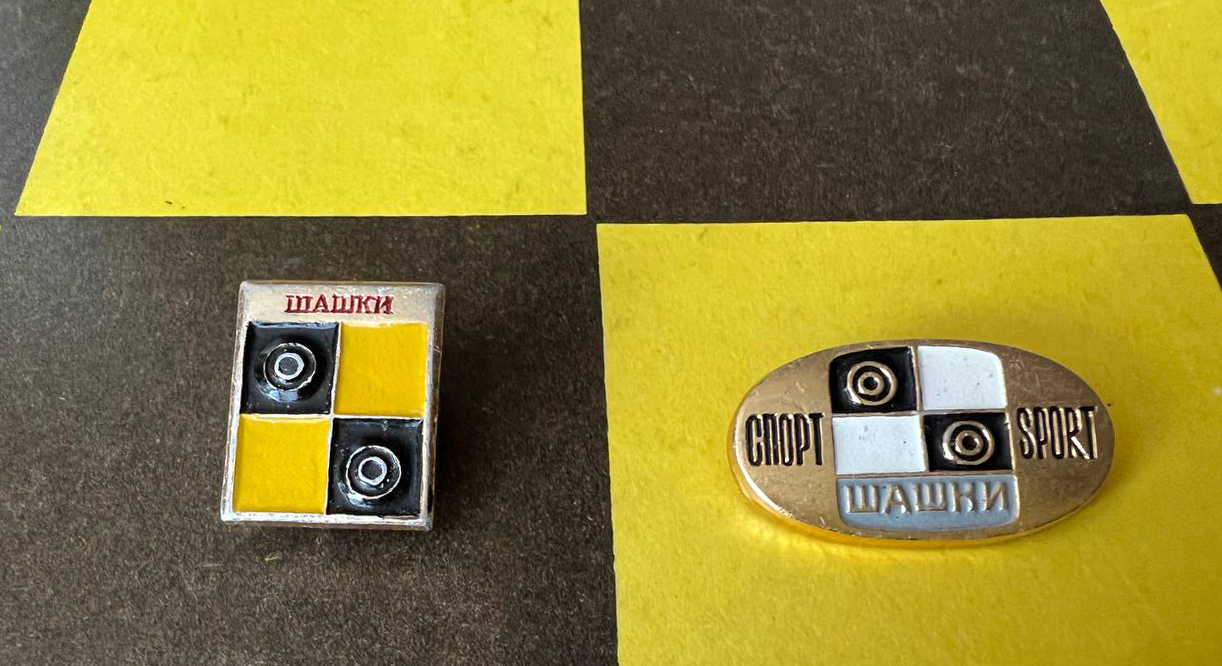
Значки "Шашки" на шашечной доске. Доска и значки - СССР, 1980-е годы

В ноябре 1922 года прошёл первый чемпионат Москвы по русским шашкам, победителем которого стал Василий Медков.
В 1924 году была создана Всесоюзная шахматно-шашечная секция. Первый чемпионат СССР, в котором участвовало 20 шашистов, прошёл в 1924 году. Его победителем стал Василий Медков. Участники, которые набрали не менее 50 % очков, получили звание мастера спорта СССР.
В 1929 году в Москве проводился 1-й всесоюзный малый чемпионат с 66 участниками. В 1931 году во 2-м малом всесоюзном чемпионате участвовали уже 84 шашиста.
В 1936 году в Ленинграде состоялся первый чемпионат страны по шашкам среди женщин, в нём приняли участие 20 спортсменок. Победу одержала Екатерина Сущинская.
В 1937 году вышел «Единый шашечный кодекс СССР», в котором содержался официальный текст правил шашечной игры и шашечных соревнований, в нём были правила и стоклеточных шашек. Перед войной в стране насчитывалось свыше 100 тысяч шашистов, в том числе около 400 имели разряд, свыше 40 были мастерами спорта.
В 1951 году принято решение об образовании вместо единой Всесоюзной шахматно-шашечной секции двух новых отдельных структур: Шашечной секции СССР и Шахматной секции СССР.
В июле 1959 года в Риге вышел первый номер журнала «Шашки». За всю историю существования этого издания (до середины 1992 года) было выпущено 330 номеров журнала.
В 1956 году Шашечная секция СССР вступила во Всемирную федерацию шашек — ФМЖД.
В 1956 году стартовал первый чемпионат СССР по переписке.
В 1958 году FMJD присвоила звание “международный гроссмейстер” первому из шашистов СССР И. Куперману. Национального звания “гроссмейстер” по шашкам в СССР ещё не было.

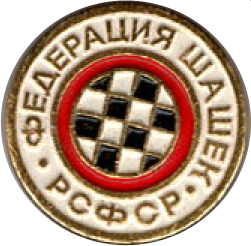
Нагрудный знак "Федерация шашек РСФСР", 1980-е годы, СССР

В 1959 году была создана Федерация шашек СССР, просуществовавшая до 1992 года.
В 1960 году были разработаны новые разрядные нормы по русским шашкам, а Исер Куперман стал первым шашистом, удостоенным звания «Заслуженный мастер спорта СССР».
В 1961 году было учреждено звание «гроссмейстер СССР» по шашкам. Первым обладателем этого звания стал многократный чемпион страны Зиновий Цирик.
С 1966 года ежегодно проводились соревнования «Чудо-шашки» среди пионеров под эгидой ЦК ВЛКСМ.
В 1972 году впервые была применена система микроматчей, предложенная московским мастером Владимиром Гагариным, призванная увеличить количество результативных встреч. По этой системе соперникам предстояло определить результат встречи между ними не в одной партии, а в двух: одну партию необходимо было сыграть белыми, а вторую — чёрными.
Проводились чемпионат РСФСР и других союзных республик, а также чемпионаты Москвы и Ленинграда. Их победители получали право играть в полуфинале чемпионата СССР.
Были проведены 51 чемпионат СССР среди мужчин и 35 чемпионатов среди женщин.

### Российская Федерация
После распада СССР с 1992 года проводятся чемпионаты России. В 1995 году создана Федерация шашек России (ФШР), которая проводит соревнования по русским шашкам, наряду с международными шашками. Правила русских, обратных русских и международных шашек входят в «Правила вида спорта „Шашки“», утверждённые приказом Министерства спорта Росcии № 722 от 10 сентября 2013 года.

## Сравнение с другими видами шашек
Правила игры в русские шашки имеют сходство с правилами игры в международные (стоклеточные) шашки. Отличия заключаются в размере доски, количестве шашек в исходном положении, шашечной нотации, некоторых правилах боя и признания окончаний ничейными. Разновидностью русских шашек являются обратные русские шашки (поддавки) и столбовые шашки (или башни). По правилам, принятым в русских шашках, играют в двухходовые и 80-клеточные шашки.

## Правила игры
Шашечная доска располагается между партнерами таким образом, чтобы слева от играющего находилось тёмное угловое поле. В начальной позиции у каждой стороны по 12 шашек, которые занимают первые три ряда с каждой стороны. Игра ведется по тёмным полям. Шашки делятся на простые и дамки. В начальном положении все шашки простые. При достижении последнего (восьмого от себя) горизонтального ряда простая шашка превращается в дамку. Дамка обычно обозначается либо двумя шашками, поставленными друг на друга, либо перевернутой шашкой.

### Правила хода
- Простая шашка ходит по диагонали вперёд на одну клетку.
- Дамка ходит по диагонали на любое свободное поле как вперёд, так и назад, но не может перескакивать свои шашки или дамки.

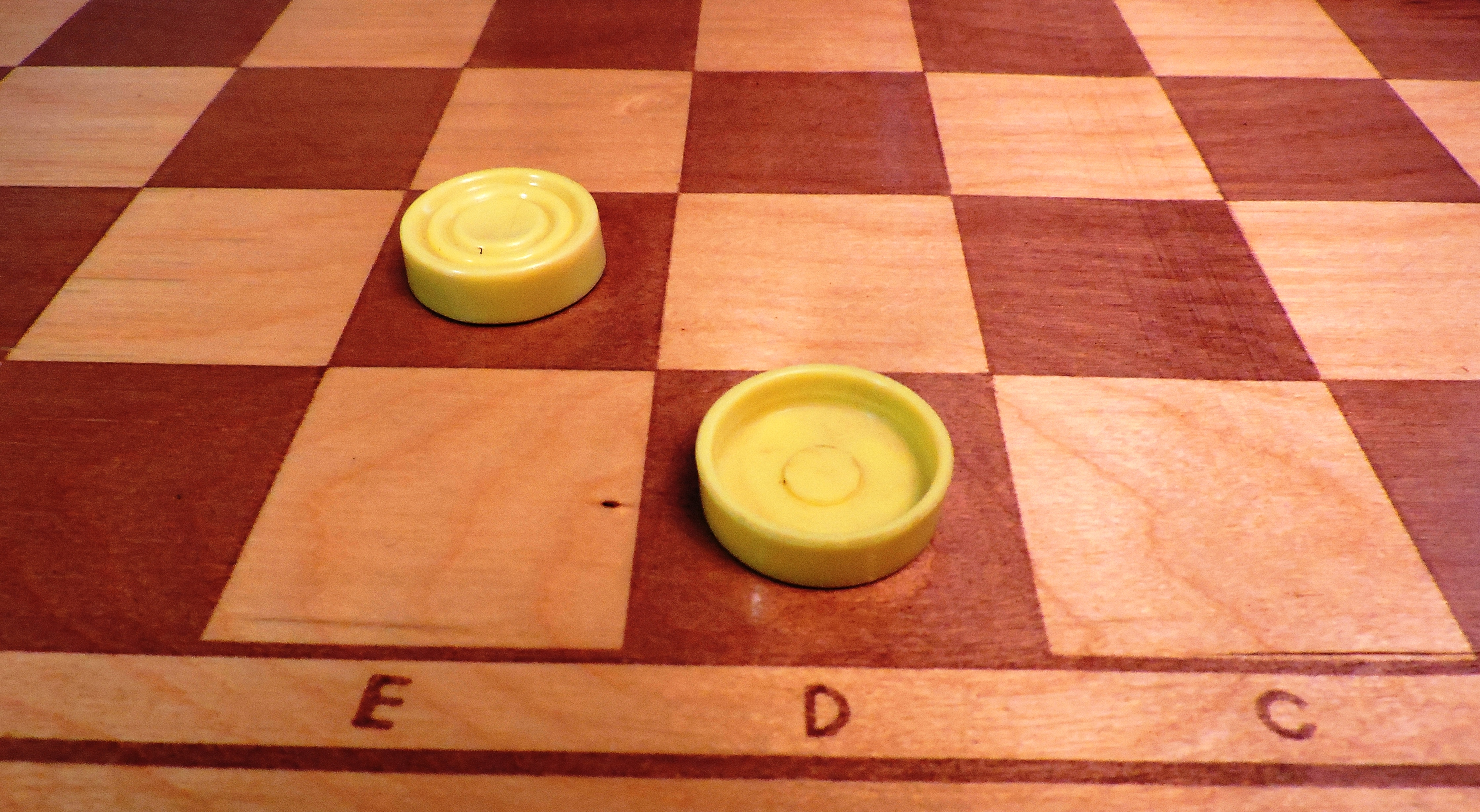
Простая шашка (вдали) и дамка (на краю поля)

### Правила взятия
- Взятие обязательно. Побитые шашки и дамки снимаются только после завершения хода.
- Простая шашка, находящаяся рядом с шашкой соперника, за которой имеется свободное поле, переносится через эту шашку на это свободное поле. Если есть возможность продолжить взятие других шашек соперника, то это взятие продолжается, пока бьющая шашка не достигнет положения, из которого бой невозможен. Взятие простой шашкой производится как вперёд, так и назад.
- Дамка бьёт по диагонали, как вперёд, так и назад, и становится на любое свободное поле после побитой шашки. Аналогично, дамка может бить несколько фигур соперника и должна бить до тех пор, пока это возможно.
- При бое через дамочное поле простая шашка превращается в дамку и продолжает бой по правилам дамки.
- При взятии применяется правило турецкого удара — за один ход шашку противника можно побить только один раз. То есть, если при бое нескольких шашек противника шашка или дамка повторно выходит на уже побитую шашку, то ход останавливается.
- При нескольких вариантах взятия, например, одну шашку или две, игрок выбирает вариант взятия по своему усмотрению.

### Выигрыш партии
Партия считается выигранной в следующих случаях:
- если у одного из соперников побиты все шашки;
- если один из участников заявил о том, что сдаётся;
- если один из участников просрочил время;
- если шашки и дамки одного из соперников обездвижены, т.е. он не имеет возможности сделать ход, когда пришла его очередь.

В турнирах возможен проигрыш за нарушение правил пользования контрольными часами, за нарушение правил откладывания партии и несоблюдение дисциплины.

### Ничья
Партия считается закончившейся вничью в следующих случаях:
- если один из участников предлагает ничью, а другой её принимает;
- при невозможности выигрыша ни одного из соперников;
- если три раза повторяется одна и та же позиция;
- если участник, имеющий три дамки (и более) против одной дамки противника, за 15 ходов не возьмёт дамку противника;
- если в позиции, в которой оба соперника имеют дамки, не изменилось соотношение сил (то есть не было взятия, и ни одна простая шашка не стала дамкой) на протяжении:
  - в 2- и 3-фигурных окончаниях — 5 ходов,
  - в 4- и 5-фигурных окончаниях — 30 ходов,
  - в 6- и 7-фигурных окончаниях — 60 ходов;
- если участник, имея в окончании партии три дамки, две дамки и простую, дамку и две простые, три простые против одинокой дамки, находящейся на большой дороге, своим 5-м ходом не сможет добиться выигранной позиции;
- если в течение 15 ходов игроки делали ходы только дамками, не передвигая простых шашек и не производя взятия.

## Контроль времени
Секция-64 ФМЖД предлагает следующие варианты контроля времени проведения партии на международных соревнованиях:
В соревнованиях в классической игре:
- 45 минут на первые 25 ходов плюс 15 минут до конца партии
- 1 час на партию
- 1 час на партию плюс 5 секунд за каждый сделанный ход
- 45 минут на партию плюс 30 секунд за каждый сделанный ход
- 45 минут плюс 15 секунд за каждый сделанный ход
- 45 минут плюс 10 секунд за каждый сделанный ход

В соревнованиях по быстрой игре (рапид):
- 15 минут на партию
- 10 минут на партию
- 15 минут плюс 3 или 5 секунд за каждый сделанный ход до конца партии
- 10 минут плюс 3 или 5 секунд за каждый сделанный ход до конца партии

В соревнованиях по молниеносной игре (блиц):
- 3 минуты на партию
- 3 или 5 минут плюс 3 секунды за каждый сделанный ход до конца партии
- 3 минуты плюс 2 секунды за каждый сделанный ход до конца партии

## Нотация
|   | a               | b               | c               | d               | e               | f               | g               | h               |   |  |
| 8 | a8              | b8 чёрная шашка | c8              | d8 чёрная шашка | e8              | f8 чёрная шашка | g8              | h8 чёрная шашка | 8 |  |
| 7 | a7 чёрная шашка | b7              | c7 чёрная шашка | d7              | e7 чёрная шашка | f7              | g7 чёрная шашка | h7              | 7 |  |
| 6 | a6              | b6 чёрная шашка | c6              | d6 чёрная шашка | e6              | f6 чёрная шашка | g6              | h6 чёрная шашка | 6 |  |
| 5 | a5              | b5              | c5              | d5              | e5              | f5              | g5              | h5              | 5 |  |
| 4 | a4              | b4              | c4              | d4              | e4              | f4              | g4              | h4              | 4 |  |
| 3 | a3 белая шашка  | b3              | c3 белая шашка  | d3              | e3 белая шашка  | f3              | g3 белая шашка  | h3              | 3 |  |
| 2 | a2              | b2 белая шашка  | c2              | d2 белая шашка  | e2              | f2 белая шашка  | g2              | h2 белая шашка  | 2 |  |
| 1 | a1 белая шашка  | b1              | c1 белая шашка  | d1              | e1 белая шашка  | f1              | g1 белая шашка  | h1              | 1 |  |
|   | a               | b               | c               | d               | e               | f               | g               | h               |   |  |

Партии в турнирах и матчах ведутся под запись — каждый игрок записывает ходы в бланк по правилам шашечной нотации. Ходом считается пара из двух последовательных полуходов — хода белых и хода чёрных, эти пары и записываются, по два полухода под одним номером.
В русских шашках обозначение полей сходно с обозначениями, принятыми в шахматах: горизонтальные ряды обозначаются цифрами от 1 до 8, вертикальные ряды обозначаются латинскими буквами от а до h. Для записи хода простой шашки или дамки записывают сначала поле, где шашка или дамка стояла, затем ставят тире и записывают поле, на которое она ставится (например: f4-g5). При записи взятия (боя) вместо тире ставится двоеточие. Запись f4:h6 означает ход с поля f4 на h6 со взятием шашки, стоящей на поле g5, а f4:h6:f8:c5:g1 — ход со взятием четырёх шашек.
Пример записи начала партии:
```
 1. e3-d4 d6-c5
 2. g3-f4?? c5:e3:g5
 3. ...
```

Характеристики ходов
Как и в шахматах, в записях партий применяется дополнительные условные знаки, позволяющие характеризовать записанные ходы. Они ставятся в записи после обозначения того хода (полухода), который характеризуют.
| Знак         | Значение                                                             |
| ------------ | -------------------------------------------------------------------- |
| !            | Хороший ход                                                          |
| !!           | Очень хороший, неожиданный, красивый ход                             |
| ?            | Ошибка, если ошибочный ход вынужденный — знак не ставится            |
| ??           | Грубейший просмотр, зевок                                            |
| !?           | Авантюрный, азартный ход, все последствия которого сложно просчитать |
| х или +      | Выигрыш, очевидная выигрышная позиция                                |
| =            | Ничья, очевидная ничейная позиция                                    |
| ?!           | Острый, но сомнительный ход                                          |
| ± или + -    | Позиционное преимущество белых                                       |
| ∓ или - +    | Позиционное преимущество чёрных                                      |
| ±± или ++ -- | Значительное позиционное преимущество белых                          |
| ∓∓ или -- ++ | Значительное позиционное преимущество чёрных                         |
| ∾ или ~      | Любой ход                                                            |
| #            | Запирание шашки (шашек)                                              |

Дополнительные знаки применяются в анализе позиций, в шашечной композиции. См. также Шахматная нотация

## Дебюты
Как и в шахматах, партия состоит из трёх этапов — дебюта, миттельшпиля и эндшпиля. Некоторые дебюты: перекрёсток, кол, тычок, городская партия. Одно из окончаний партии — треугольник Петрова. В терминологии шашистов шашки, занимающие определенную позицию, имеют специальное название. Так, например, шашка на поле e1 называется «золотая шашка». Шашку на поле c5 называют «коловой» от специфической конфигурации «кол».
|   | a               | b               | c               | d               | e               | f               | g               | h               |   |  |
| 8 | a8              | b8 чёрная шашка | c8              | d8 чёрная шашка | e8              | f8 чёрная шашка | g8              | h8 чёрная шашка | 8 |  |
| 7 | a7 чёрная шашка | b7              | c7 чёрная шашка | d7              | e7 чёрная шашка | f7              | g7 чёрная шашка | h7              | 7 |  |
| 6 | a6              | b6              | c6              | d6              | e6              | f6 чёрная шашка | g6              | h6 чёрная шашка | 6 |  |
| 5 | a5 чёрная шашка | b5              | c5 белая шашка  | d5              | e5              | f5              | g5              | h5              | 5 |  |
| 4 | a4              | b4              | c4              | d4              | e4              | f4              | g4              | h4              | 4 |  |
| 3 | a3              | b3              | c3              | d3              | e3 белая шашка  | f3              | g3 белая шашка  | h3              | 3 |  |
| 2 | a2              | b2 белая шашка  | c2              | d2 белая шашка  | e2              | f2 белая шашка  | g2              | h2 белая шашка  | 2 |  |
| 1 | a1 белая шашка  | b1              | c1 белая шашка  | d1              | e1 белая шашка  | f1              | g1 белая шашка  | h1              | 1 |  |
|   | a               | b               | c               | d               | e               | f               | g               | h               |   |  |

|   | a               | b               | c               | d               | e               | f               | g               | h               |   |  |
| 8 | a8              | b8 чёрная шашка | c8              | d8 чёрная шашка | e8              | f8 чёрная шашка | g8              | h8 чёрная шашка | 8 |  |
| 7 | a7 чёрная шашка | b7              | c7 чёрная шашка | d7              | e7              | f7              | g7 чёрная шашка | h7              | 7 |  |
| 6 | a6              | b6 чёрная шашка | c6              | d6 чёрная шашка | e6              | f6 чёрная шашка | g6              | h6 чёрная шашка | 6 |  |
| 5 | a5              | b5              | c5              | d5              | e5 чёрная шашка | f5              | g5              | h5              | 5 |  |
| 4 | a4              | b4              | c4              | d4 белая шашка  | e4              | f4              | g4              | h4              | 4 |  |
| 3 | a3 белая шашка  | b3              | c3 белая шашка  | d3              | e3 белая шашка  | f3              | g3 белая шашка  | h3              | 3 |  |
| 2 | a2              | b2              | c2              | d2 белая шашка  | e2              | f2 белая шашка  | g2              | h2 белая шашка  | 2 |  |
| 1 | a1 белая шашка  | b1              | c1 белая шашка  | d1              | e1 белая шашка  | f1              | g1 белая шашка  | h1              | 1 |  |
|   | a               | b               | c               | d               | e               | f               | g               | h               |   |  |

|   | a               | b               | c               | d               | e               | f               | g              | h               |   |  |
| 8 | a8              | b8 чёрная шашка | c8              | d8 чёрная шашка | e8              | f8 чёрная шашка | g8             | h8 чёрная шашка | 8 |  |
| 7 | a7 чёрная шашка | b7              | c7 чёрная шашка | d7              | e7 чёрная шашка | f7              | g7             | h7              | 7 |  |
| 6 | a6              | b6              | c6              | d6              | e6              | f6 чёрная шашка | g6             | h6              | 6 |  |
| 5 | a5 чёрная шашка | b5              | c5 белая шашка  | d5              | e5              | f5              | g5             | h5              | 5 |  |
| 4 | a4              | b4              | c4              | d4              | e4              | f4 чёрная шашка | g4             | h4 белая шашка  | 4 |  |
| 3 | a3              | b3              | c3 белая шашка  | d3              | e3              | f3              | g3             | h3              | 3 |  |
| 2 | a2              | b2              | c2              | d2 белая шашка  | e2              | f2 белая шашка  | g2             | h2 белая шашка  | 2 |  |
| 1 | a1 белая шашка  | b1              | c1 белая шашка  | d1              | e1 белая шашка  | f1              | g1 белая шашка | h1              | 1 |  |
|   | a               | b               | c               | d               | e               | f               | g              | h               |   |  |

|   | a               | b               | c               | d               | e               | f               | g               | h               |   |  |
| 8 | a8              | b8 чёрная шашка | c8              | d8 чёрная шашка | e8              | f8 чёрная шашка | g8              | h8 чёрная шашка | 8 |  |
| 7 | a7 чёрная шашка | b7              | c7 чёрная шашка | d7              | e7 чёрная шашка | f7              | g7 чёрная шашка | h7              | 7 |  |
| 6 | a6              | b6 чёрная шашка | c6              | d6              | e6              | f6              | g6              | h6 чёрная шашка | 6 |  |
| 5 | a5              | b5              | c5 чёрная шашка | d5              | e5              | f5              | g5 чёрная шашка | h5              | 5 |  |
| 4 | a4              | b4              | c4              | d4 белая шашка  | e4              | f4              | g4              | h4              | 4 |  |
| 3 | a3 белая шашка  | b3              | c3 белая шашка  | d3              | e3 белая шашка  | f3              | g3 белая шашка  | h3              | 3 |  |
| 2 | a2              | b2              | c2              | d2 белая шашка  | e2              | f2 белая шашка  | g2              | h2 белая шашка  | 2 |  |
| 1 | a1 белая шашка  | b1              | c1 белая шашка  | d1              | e1 белая шашка  | f1              | g1 белая шашка  | h1              | 1 |  |
|   | a               | b               | c               | d               | e               | f               | g               | h               |   |  |

| \| \| a \| b \| c \| d \| e \| f \| g \| h \| \| \| \| 8 \| \| \| \| \| \| \| \| \| 8 \| \| \| 7 \| \| \| \| \| \| \| \| \| 7 \| \| \| 6 \| \| \| \| \| \| \| \| \| 6 \| \| \| 5 \| \| \| \| \| \| \| \| \| 5 \| \| \| 4 \| \| \| \| \| \| \| \| \| 4 \| \| \| 3 \| \| \| \| \| \| \| \| \| 3 \| \| \| 2 \| \| \| \| \| \| \| \| \| 2 \| \| \| 1 \| \| \| \| \| \| \| \| \| 1 \| \| \| \| a \| b \| c \| d \| e \| f \| g \| h \| \| \| Ключевая позиция треугольника Петрова |    |    |                |                 |                |    |    |    |   |  |
| | a  | b  | c              | d               | e              | f  | g  | h  |   |  |
| 8 | a8 | b8 | c8             | d8 чёрная дамка | e8             | f8 | g8 | h8 | 8 |  |
| 7 | a7 | b7 | c7             | d7              | e7             | f7 | g7 | h7 | 7 |  |
| 6 | a6 | b6 | c6             | d6 белая дамка  | e6             | f6 | g6 | h6 | 6 |  |
| 5 | a5 | b5 | c5             | d5              | e5             | f5 | g5 | h5 | 5 |  |
| 4 | a4 | b4 | c4             | d4              | e4             | f4 | g4 | h4 | 4 |  |
| 3 | a3 | b3 | c3 белая дамка | d3              | e3 белая дамка | f3 | g3 | h3 | 3 |  |
| 2 | a2 | b2 | c2             | d2              | e2             | f2 | g2 | h2 | 2 |  |
| 1 | a1 | b1 | c1             | d1              | e1             | f1 | g1 | h1 | 1 |  |
| | a  | b  | c              | d               | e              | f  | g  | h  |   |  |

## Соревнования
Первоначально Всемирная федерация шашек ФМЖД развивала только международные шашки. Для проведения соревнований на малой доске (по русской и бразильской версиям шашек, а также чекерсу) во Всемирной Федерации шашек была выделена отдельная секция — Секция-64, которая стала заниматься организацией личных и командных чемпионатов мира и Европы (среди мужчин и среди женщин), а также молодёжных чемпионатов мира и Европы.
Первый чемпионат мира по шашкам-64 среди мужчин был проведён в 1985 году по бразильским шашкам. В настоящее время чемпионаты мира проводятся по двум версиям — в один год в русские шашки, в другой — бразильские. Эти чемпионаты проводятся по трём программам: классической игре, быстрой игре и блицу. Чемпионаты мира среди женщин появились в 1993 году. С 2010 года проводится Кубок мира среди мужчин. В некоторых странах (Белоруссия, Израиль, Литва, Латвия, Молдавия, Россия, Украина, Эстония) проводятся национальные чемпионаты. С 2011 года проводятся чемпионаты России по обратным шашкам (поддавки).
В октябре 2015 года секция-64 вышла из состава ФМЖД и стала проводить чемпионаты мира по русским шашкам самостоятельно. Руководство секции-64, после отделения носящей название Международная федерация шашек (IDF), не признаёт чемпионаты мира по бразильским шашкам, по-прежнему проводимые ФМЖД; вслед за ней эти турниры отказалась признавать Федерация шашек России, пригрозившая санкциями российским спортсменам, которые примут в них участие.
Однако ФМЖД были вновь созданы две секции шашек-64: русских и бразильских. В 2018 году Федерация шашек России вышла из состава МФШ, и российские шашисты принимали участие в чемпионате мира, который прошел в турецком Измире под эгидой секции-64 ФМЖД (бразильские). Секция-64 ФМЖД (русские) также проводит свои турниры, в октябре 2018 года в Нижневартовске проходил чемпионат мира по шашкам-64 по русской версии, а в 2020 году в Кушадасы (Турция) прошёл чемпионат мира по русской версии.
Неофициальные чемпионаты мира и Европы проводила Международная федерация русских шашек МАРШ, основанная в 1992 году федерациями шашек России, Азербайджана, Узбекистана.
Заочные шашки не развиваются официально, первенства проводит СЛШИ (в шахматах Международная федерация игры в шахматы по переписке проводят чемпионаты хотя не под эгидой ФИДЕ, но признаны официально).
Крупные турниры проводятся по швейцарской системе в несколько раундов. Каждый раунд представляет собой микроматч из двух игр. За победу в микроматче даётся 2 очка, за ничью 1, за поражение 0. Место занятое участником определяется по количеству набранных очков. При их равенстве применяются дополнительные критерии, определённые в регламенте официальных соревнований Секции-64 ФМЖД-IDF.
В последнее время соревнования по русским шашкам проводятся по двум вариантам: классические шашки и турниры с выборочным жребием (с жеребьевкой начальных ходов и позиций). Во втором варианте перед началом каждого матча путём жребия определяются первые ходы, которые обязательно должны совершить соперники. После установленной таким образом начальной позиции соперники должны продолжить игру. В следующей игре шашист, игравший эту позицию за белых, играет её за чёрных и наоборот. Результат встречи двух шашистов определяется по результатам сыгранных в нём партий. Существует также вариант «летающие» шашки, в котором по одной шашке у каждой стороны в начальной позиции занимают какое-либо иное положение.
| \| \| a \| b \| c \| d \| e \| f \| g \| h \| \| \| \| 8 \| \| \| \| \| \| \| \| \| 8 \| \| \| 7 \| \| \| \| \| \| \| \| \| 7 \| \| \| 6 \| \| \| \| \| \| \| \| \| 6 \| \| \| 5 \| \| \| \| \| \| \| \| \| 5 \| \| \| 4 \| \| \| \| \| \| \| \| \| 4 \| \| \| 3 \| \| \| \| \| \| \| \| \| 3 \| \| \| 2 \| \| \| \| \| \| \| \| \| 2 \| \| \| 1 \| \| \| \| \| \| \| \| \| 1 \| \| \| \| a \| b \| c \| d \| e \| f \| g \| h \| \| \| Начальная позиция в одном из вариантов летающих шашек |                 |                 |                 |                 |                 |                 |                 |                 |   |  |
| | a               | b               | c               | d               | e               | f               | g               | h               |   |  |
| 8 | a8              | b8 чёрная шашка | c8              | d8 чёрная шашка | e8              | f8 чёрная шашка | g8              | h8 чёрная шашка | 8 |  |
| 7 | a7 чёрная шашка | b7              | c7 чёрная шашка | d7              | e7 чёрная шашка | f7              | g7 чёрная шашка | h7              | 7 |  |
| 6 | a6              | b6 чёрная шашка | c6              | d6 чёрная шашка | e6              | f6 чёрная шашка | g6              | h6 чёрная шашка | 6 |  |
| 5 | a5 белая шашка  | b5              | c5              | d5              | e5              | f5              | g5              | h5              | 5 |  |
| 4 | a4              | b4              | c4              | d4              | e4              | f4              | g4              | h4              | 4 |  |
| 3 | a3 белая шашка  | b3              | c3 белая шашка  | d3              | e3 белая шашка  | f3              | g3 белая шашка  | h3              | 3 |  |
| 2 | a2              | b2 белая шашка  | c2              | d2 белая шашка  | e2              | f2 белая шашка  | g2              | h2 белая шашка  | 2 |  |
| 1 | a1              | b1              | c1 белая шашка  | d1              | e1 белая шашка  | f1              | g1 белая шашка  | h1              | 1 |  |
| | a               | b               | c               | d               | e               | f               | g               | h               |   |  |

### Чемпионаты мира
Первый чемпионат мира по русским шашкам среди мужчин прошёл в декабре 1993 года в Пинске, Белоруссия. Победу на нём одержал представитель Таджикистана Муродулло Амриллаев, вторым стал россиянин Юрий Королёв, третье место занял представитель Белоруссии Андрей Валюк. Затем прошли чемпионаты в 1994, 1996, 1997, 1998, 2000, 2003, 2004 (матч), 2005, 2006 (матч), 2009, 2011, 2013 и 2014 (матч) годах. Многие шашисты играют одновременно и в бразильские шашки, чемпионаты по которым проходили в 1985, 1987, 1989, 1993, 1996, 1997, 1999, 2002, 2004, 2007, 2008 годах.
Первый чемпионат мира среди женщин был проведён в 1993 году в Калуге. Победителем стала россиянка Екатерина Бушуева, второе место осталось за представителем Украины Юлией Макаренковой, третье место заняла также представитель Украины Людмила Свирь. Последующие чемпионаты проходили по русским шашкам, единственный пока чемпионат по бразильским шашкам был в 2007 году.

### Чемпионаты континентов
Чемпионат Европы среди женщин проводится раз в два года начиная с 2002 года, а среди мужчин — с 2007 года по чётным годам в промежутках между чемпионатами мира. Чемпионы определяются в трёх форматах — классический, быстрая игра (рапид) и блиц.
В 2016 году был проведён первый чемпионат Африки.

## В литературе и искусстве

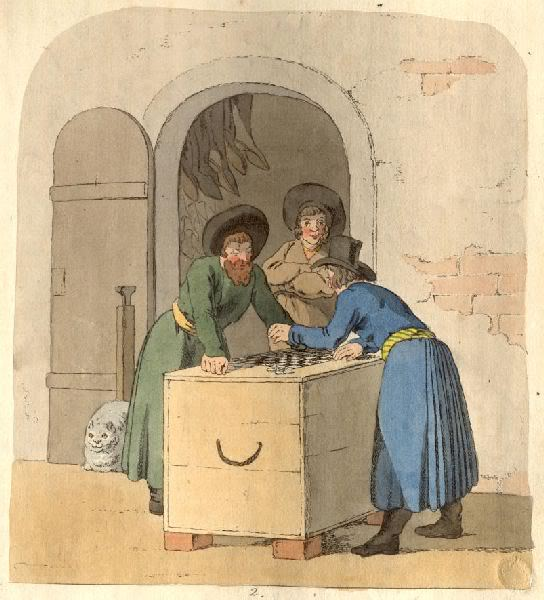
Шашки в России, К. Гейслер, 1805

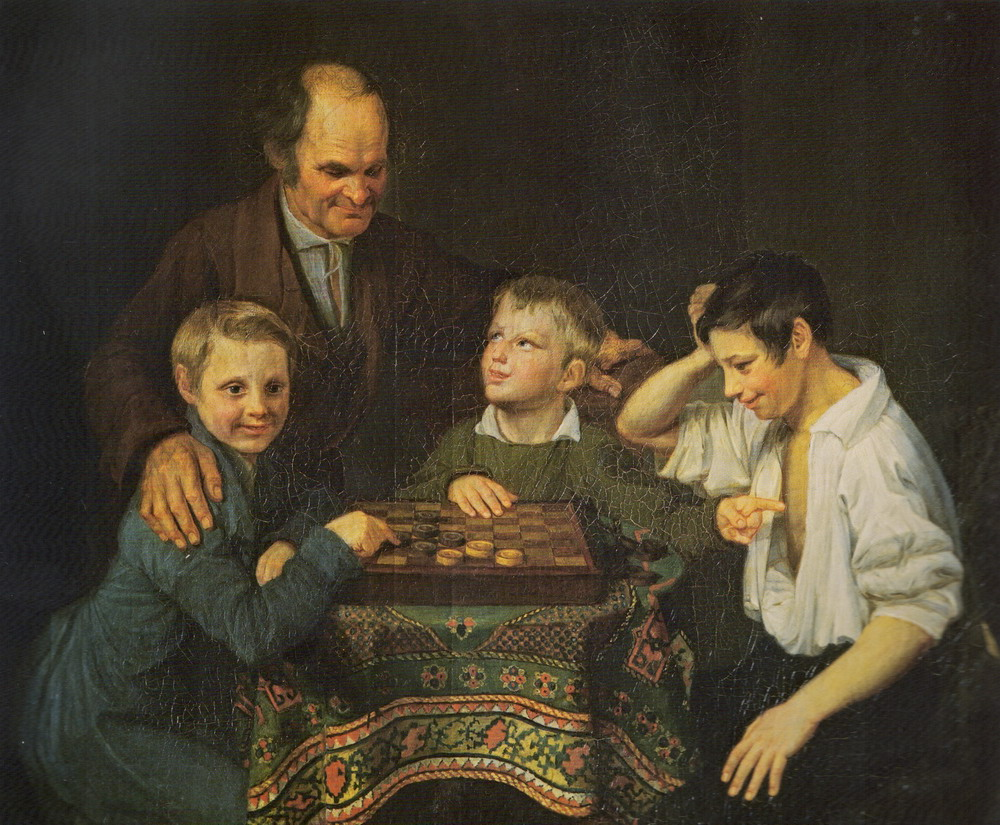
Игра в шашки, П. И. Пнин, 1824

- Стихотворение «Когда за шашками сижу я в уголке» Александра Сергеевича Пушкина[16].
- Адам Мицкевич. Стихотворение «Шашки» в переводе Дмитрия Дмитриевича Минаева.
- В поэме Н. В. Гоголя «Мёртвые души» эпизод игры Чичикова и Ноздрёва.
- В телесериале «Есенин» показана игра в пьяные шашки.
- «Большой фитиль» (1963) — сюжет «Шашки». В купе поезда два пассажира играют в пьяные шашки.
- Басня Пётра Вяземского